# Oliveto Lario
Oliveto Lario là một đô thị trong tỉnh Lecco, trong vùng Lombardia của Ý, cự ly khoảng 50 kilômét (31 mi) về phía bắc của Milan và khoảng 15 kilômét (9 mi) về phía tây bắc của Lecco. Tại thời điểm ngày 31 tháng 12 năm 2004, đô thị này có dân số 1.132 người và diện tích là 16,1 km².
Oliveto Lario giáp các đô thị: Abbadia Lariana, Barni, Bellagio, Civenna, Lasnigo, Lierna, Magreglio, Mandello del Lario, Valbrona, Varenna.